# Carlo Riva

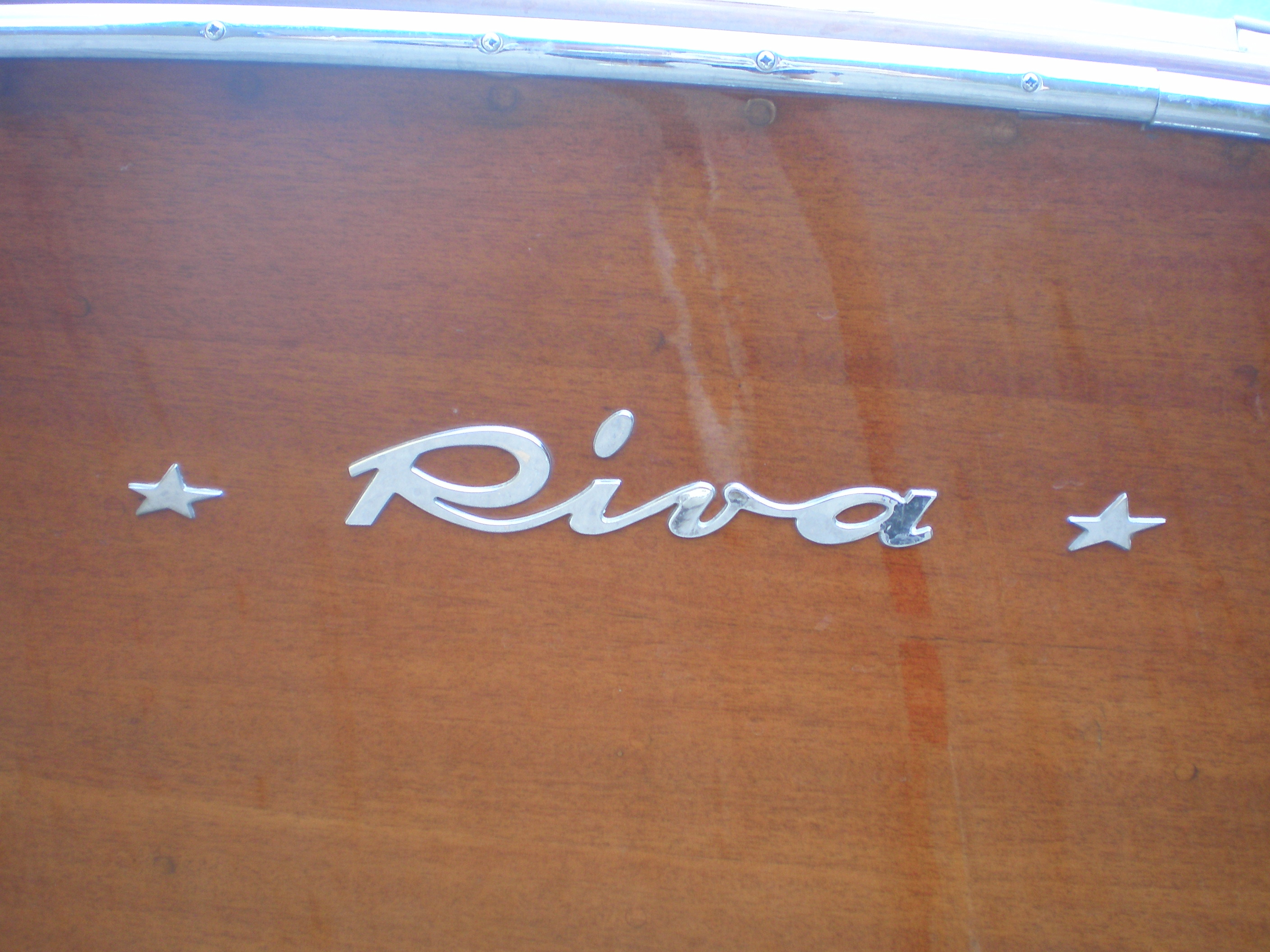
Schriftzug Rivaboote

Carlo Riva (* 24. Februar 1922 in Sarnico am Iseosee, Provinz Bergamo, Italien; † 10. April 2017 ebenda) war ein italienischer Bootsbauer und Designer, der die von seinem Urgroßvater Pietro Riva gegründete Riva-Werft  fortführte.

## Leben
Carlo Riva wurde als ältester Sohn des Werftbesitzers Serafino Riva geboren. Sein Vater baute vor allem Rennboote auf Bestellung, beteiligte sich aber auch selbst an Rennen. Carlo Riva übernahm die Familienpassion, insbesondere interessierte er sich für die amerikanischen Runabouts der Firma Chris Craft. Er studierte an der Technischen Hochschule Cremona. Unter dramatischen Konflikten übernahm Carlo Riva 1949 die Werft von seinem Vater und begann, nicht Einzelanfertigungen, sondern Serienproduktionen von pleasure boats aus Mahagoni zu bauen. Zunächst mit zweistelligen Buchstabencodes benannt, bekamen die Modellreihen ab 1952 klingende Namen: die erste Sebino nach dem alten Namen des Iseosees, das elegante Boot mit dem geschlossenen Rumpf Ariston (griech.: „Der Beste“) nach einem Mailänder Kino. Aus der Sebino entwickelte sich die Florida, nach dem Ort der Sehnsucht für viele Anfang der 1950er Jahre. Aus der zweimotorigen Tritone mit dem geschlossenen Achterdeck entwickelte sich die Aquarama mit einer dort platzierten Liegewiese; deren Panoramawindschutzscheibe erinnerte an das damals populäre Breitleinwandkino Cinerama. Statt aus Planken wurden die Bootsrümpfe ab 1958 aus formverleimten Seiten, hergestellt in Pirelli Pressen, gebaut (armored laminate).
Die 1960er Jahre brachten Carlo Riva und seiner Werft den größten kommerziellen Erfolg. Prominente Besitzer mehrerer Rivaboote waren u. a. Brigitte Bardot und Gunter Sachs. 1966 kam die Junior auf den Markt, sie sprach vor allem die wohlhabenden Adoleszenten an und war mit den weiß lackierten Seiten eine erste Reverenz an die aufkommenden GFK-Rümpfe. Als letztes Serienmodell wurde im Jahr der Olympischen Sommerspiele 1968 in Mexiko die Olympic aufgelegt.
1969 verkaufte Carlo Riva die seit dem 19. Jahrhundert in Familienbesitz befindliche Werft unter dem Eindruck von Streikereignissen an eine amerikanische Investorengruppe unter Whittaker, blieb aber als Geschäftsführer bis 1971 in Sarnico. Danach übernahm sein Schwager Gino Gervasoni die Leitung. Carlo Riva widmete sich weiterhin dem Entwurf eleganter Yachten, sowie, zusammen mit seinen Töchtern Lia Ferrarese in Monaco und Pia Dall’Asta in Rapallo dem kompetenten Service für die klassischen Riva-Boote. Sein Enkel Anselmo Vigani betreibt R.A.M. (Revisione Assistenza Motoscafi) direkt neben der immer noch in Betrieb befindlichen RIVA Werft in Sarnico, die mittlerweile wesentlich größer dimensionierte Luxusyachten baut.
Carlo Riva war Ehrenpräsident der Riva Historical Society in Mailand, die sich der Archivierung der Kenntnisse über die klassischen Riva Boote und der Registrierung der erhaltenen Exemplare verschrieben hat. Er lebte zuletzt in Sarnico und gelegentlich in Marbella. Außerdem kümmerte er sich um den Porto Carlo Riva in Rapallo.